# 비앙키

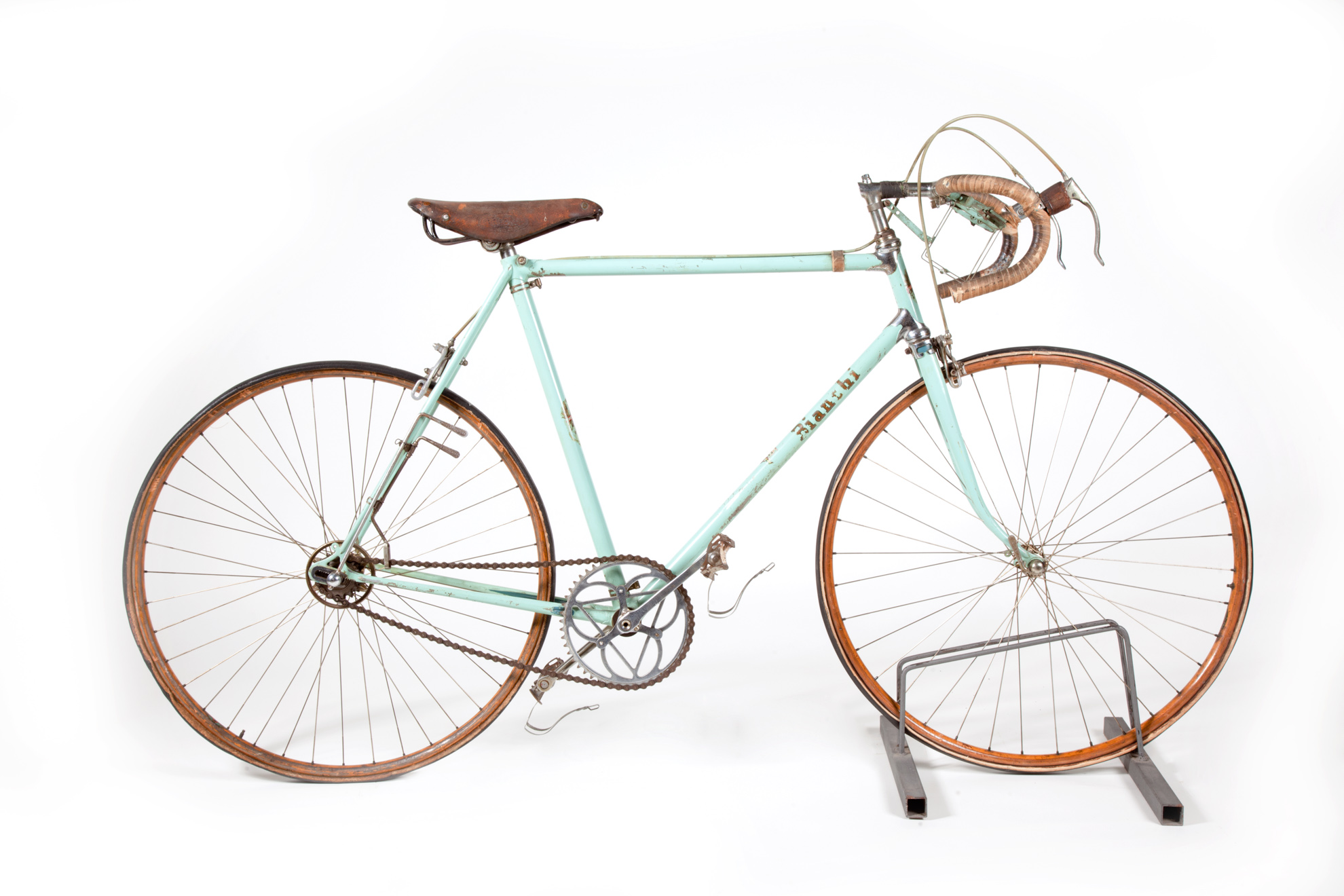

비앙키(Bianchi)는 1885년 이탈리아 밀라노의 비아 니로네 7번가(Via Nirone, 7)에 에두아르도 비앙키(Edoardo Bianchi)가 창업한 자전거 브랜드이다.
대표적인 로드형 모델
-니로네7/아리아/스프린트/울트레 XR3~4/인티니토/셈프레/스페셜리시마